# The Serpent Is Rising
Albums de Styx
Styx II Man of Miracles
The Serpent Is Rising est le troisième album studio de Styx sorti en 1973. Il a été réédité en 1980 avec un nouvel arrangement artistique et un nouveau titre, Serpent. Le groupe considère cet album comme leur pire enregistrement. Dennis DeYoung est allé jusqu'à dire qu'il était « un des pires albums enregistrés et produits de l'histoire de la musique ». Décrit comme un album conceptuel lâche, l'enregistrement contient un certain nombre d'insinuations sexuelles, y compris la chanson-titre, The Grove of Eglantine et Krakatoa. L'album a culminé au no # 192 sur le Billboard 200, la deuxième plus faible vente de leur discographie et a vendu moins de 100 000 exemplaires dans le monde. Il sera réédité à nouveau, cette fois sous la forme d'un double CD, incluant les 4 premiers albums de Styx sous le titre The Complete Wooden Nickel Recordings en 2005. 

## Liste des titres
1. Witch Wolf – 3:57 (James Young, Ray Brandle)
2. The Grove of Eglantine – 5:00 (Dennis DeYoung)
3. Young Man – 4:45 (J. Young, Richard Young)
4. As Bad as This – 6:07 (John Curulewski)
  - As Bad as This – 3:45
  - Plexiglas Toilet (Titre Bonus) – 2:22
5. Winner Take All – 3:10 (DeYoung, Charles Lofrano)
6. 22 Years – 3:39 (Curulewski)
7. Jonas Psalter – 4:41 (Dennis De Young)
8. The Serpent Is Rising – 4 min 55 s (Curulewski, Lofrano)
9. Krakatoa – 1:36 (Curulewski, Paul Beaver, Bernard L. Krause)
10. Hallelujah Chorus – 2:14 - (d'après le Messie de Georg Friedrich Haendel)

## Personnel
- Dennis DeYoung : Chant, claviers, accordéon
- John Curulewski : Chant, guitares acoustique et électrique, synthétiseurs
- James Young : Guitare électrique, chant
- Chuck Panozzo : Basse, chœurs sur Hallelujah Chorus
- John Panozzo : Batterie, chœurs sur Hallelujah Chorus

## Personnel additionnel
Bill Traut : Saxophone sur 22 Years

## Production
- Styx, Barry Mraz : Production
- Barry Mraz : Ingénieur
- Dennis Pohl : Dessin de la pochette